# 倭早希
倭 早希（やまと さき、1993年2月22日 - ）は、日本のモデル、グラビアアイドル。広島県出身。アービング所属。

## 人物
広島市にて誕生し、安田女子中学校・高等学校、横浜国立大学教育学部を卒業した。中高生時代にカナダやニュージーランドへ留学した。
幼少時から勉強が好きで、小児科医を目指して医学部へ進学を考えた。モデルにも憧れが強くコンテストへ応募し、受賞に至らずも主催する芸能事務所から所属契約の照会が届き、母と共に上京して事務所を訪ねた。当時は、勧められたグラビア撮影について自らの認識が狭く、所属を断り横浜国立大学教育学部へ進学した。
2015年にミス日本コンテスト（47期生）でミス着物を受賞したのち、2017年にミス・ワールド日本大会に出場し、準日本代表に選出された。就職活動中に前述の事務所が主催する別のコンテストに応募し、約4万人の応募者から最終選考の20人に残って再び所属照会が届き、契約した。所属中の約4年半は実績が出ず、2021年1月末に退所してアービングへ移籍し、グラビアアイドルとしてイメージDVD『やっぱりきれいなお姉さんが好き』を発売した。
小・中・高校の教員免許資格、英検準1級、漢検準1級を持つ。教育実習でブラウスの胸ボタンが飛び、「おっぱい先生」と呼ばれた。
2022年7月にプロボクシングWBO世界スーパーフライ級タイトルマッチ・井岡一翔対ドニー・ニエテス戦（大田区総合体育館）で、黒いビキニ風衣装をまとってラウンドガールを務め、話題を集める。

## 作品

### イメージDVD
- やっぱりきれいなお姉さんが好き（2021年11月18日、ギルド）[8]

## 出演

### テレビ番組
- じっくり聞いタロウ〜スター近況（秘）報告〜（アシスタント、テレビ東京）[7]

### ラジオ
- ラジオペナントレースNEXT powered by ニッポン放送ショウアップナイター（ニッポン放送　2022年10月 - 、広島東洋カープのファン代表として出演）
- オレたちゴチャ・まぜっ!〜集まれヤンヤン〜（2023年4月23日 - 2024年4月14日、MBSラジオ） - ヤンヤンガールズ15期生